# Ruiterstandbeeld van Constantijn
Het Ruiterstandbeeld van Constantijn (Latijn:Equus Constantini) was een ruiterstandbeeld ter ere van Constantijn de Grote in het oude Rome.
Het beeld werd in 334 gebouwd in opdracht van Amnius Anicius Paulinus, die dat jaar de praefectus urbi en consul ordinarius was. Het ruiterstandbeeld stond op het Forum Romanum, al is de exacte locatie niet bekend. Het ruiterstandbeeld wordt nog beschreven in de Codex Einsiedelnsis, een boek dat rond 800 werd samengesteld en waarin een toeristische beschrijving van de Romeinse monumenten en een groot aantal inscripties zijn opgenomen. De wijdingsinscriptie van het ruiterstandbeeld is zo bewaard gebleven. Het beeld zelf is ergens in de middeleeuwen verdwenen. Naast de rostra is de voet van een monument opgegraven en het is mogelijk dat deze restanten afkomstig zijn van de Equus Constantini.
Naast het ruiterstandbeeld van Constantijn stond er ook nog een ruiterstandbeeld van zijn zoon Constantius II (Equus Constantinii) op het Forum Romanum.

## Referentie
1. ↑  CIL - 6.1141

- L. Richardson, jr, A New Topographical Dictionary of Ancient Rome, Baltimore - London 1992, pp.144. ISBN 0801843006